# Sardinia (Ohio)
Sardinia è un villaggio degli Stati Uniti d'America, situato nello stato dell'Ohio, diviso tra la contea di Brown e la contea di Highland.
Il suo nome deriva dall'omonima isola situata nel mar Mediterraneo.